# Хуберт Лоуч
Хуберт Лоуч (фр. Hubert Loutsch; Мондерканж, 18. новембар 1878 — Брисел, 24. октобар 1946) је био луксембуршки политичар. Био је десети премијер Луксембурга и на овом положају је провео 16 недеља од 6. новембра 1915. до 24. фебруара 1916. године.